# 编磬

磬

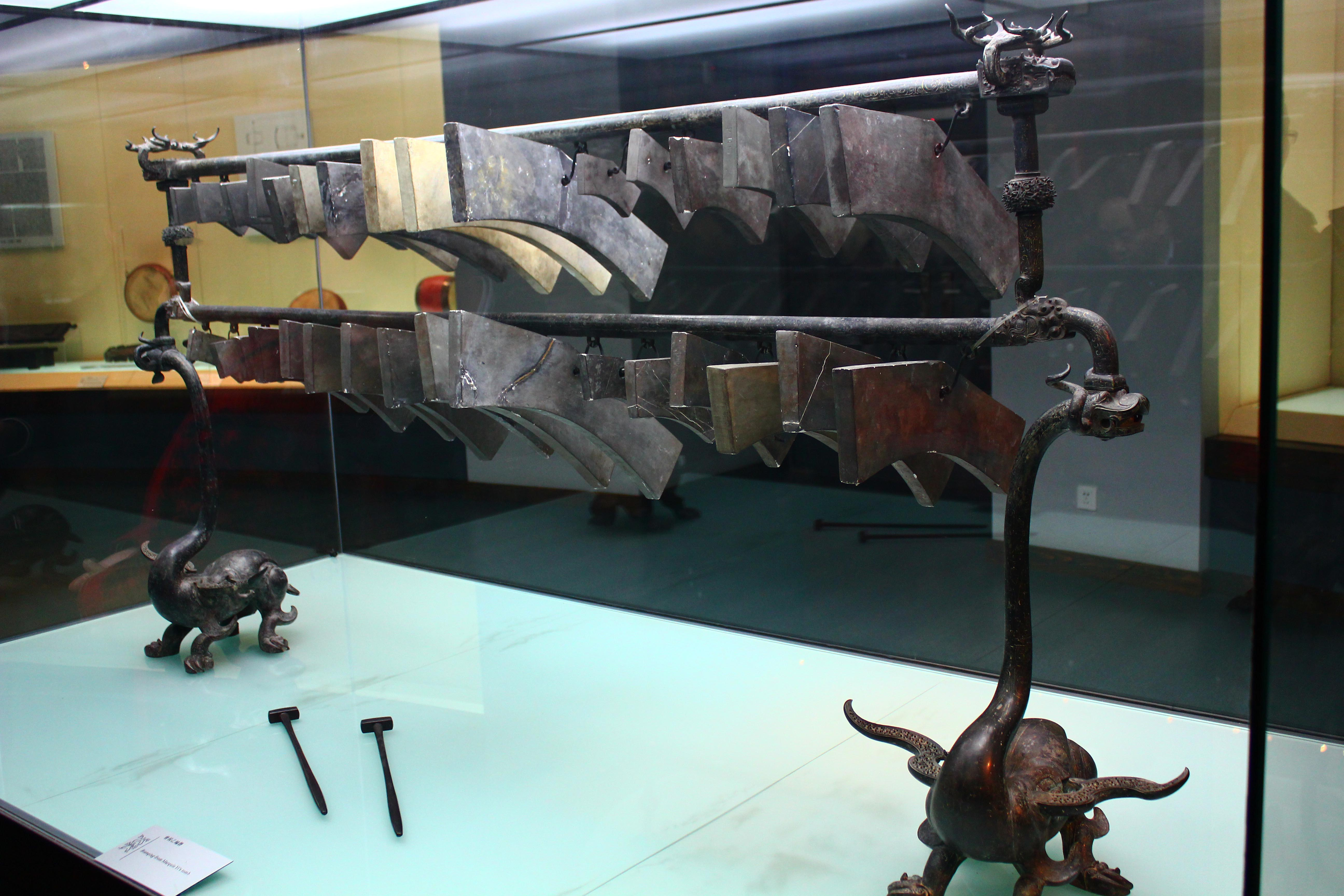
曾侯乙编磬，湖北省博物馆藏。

编磬是源於中国的一种打击乐器，起源于鲁，由石或玉做成「磬」，十六面「磬」編為一组。除可演奏出具有十二正律（黄钟、大吕、太簇、夹钟、姑洗、仲吕、蕤宾、林钟、夷则、南吕、无射、应钟）的音色外，另有四个半音。据传，春秋时代的孔子是制磬的高手。

## 延伸阅读
[在维基数据编辑]
 《欽定古今圖書集成·經濟彙編·樂律典·磬部》，出自陈梦雷《古今圖書集成》